# Sint-Luciakapel (Sassel)

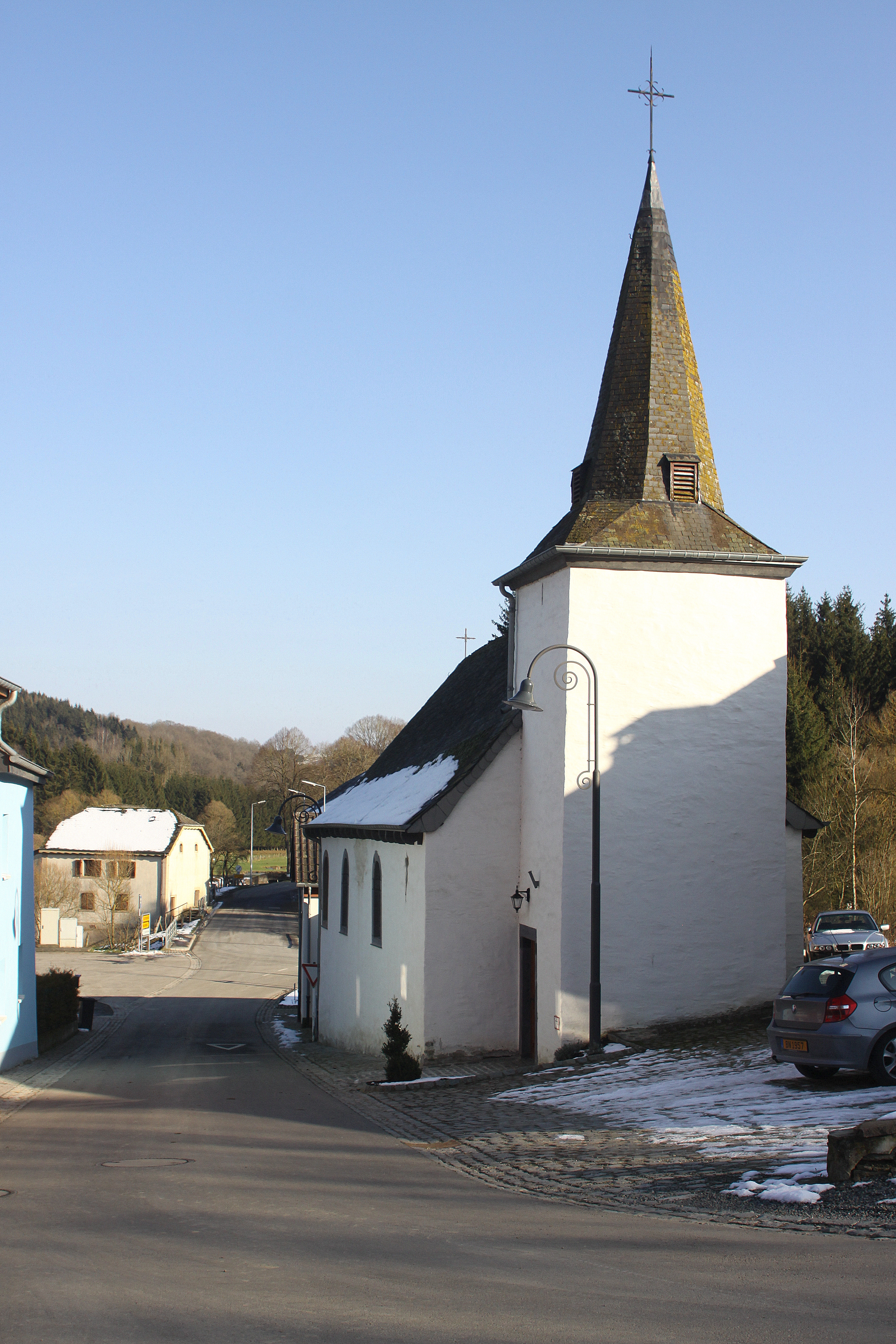
Sint-Luciakapel

De Sint-Luciakapel is een kapel in Sassel in de gemeente Wincrange in Luxemburg. De kapel staat vlak bij de CR373, de belangrijkste splitsing van het dorp. De kapel is gewijd aan Lucia van Syracuse.

## Opbouw
De witgekalkte georiënteerde kapel bestaat uit een westtoren, een schip met drie traveeën en een driezijdige koorsluiting (apsis). De toren heeft slechts een geleding die reikt tot vlak boven de nok van het schip met daarboven een ingesnoerde torenspits. Het schip wordt gedekt door een zadeldak.